# Ernst Herter

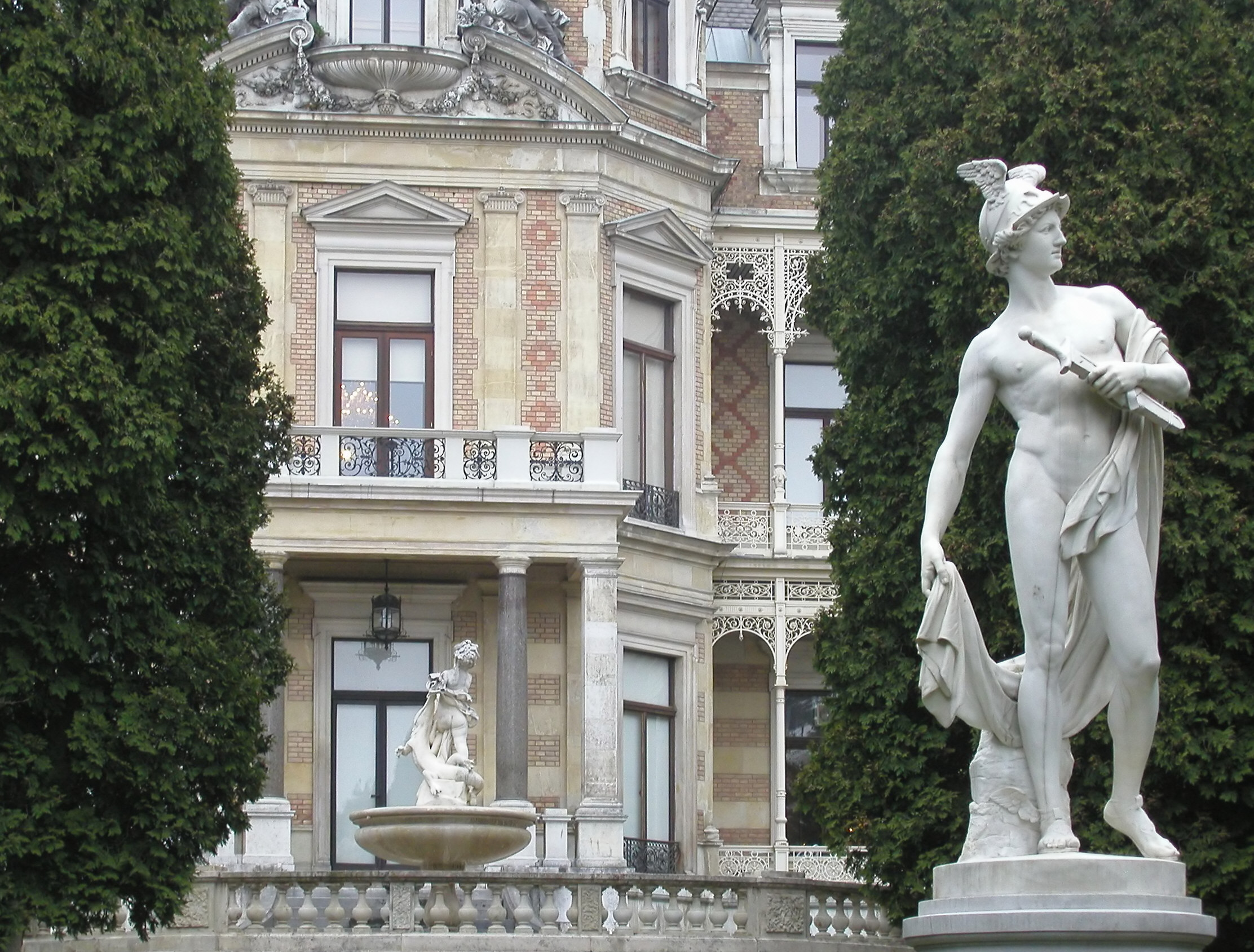
Hermes der Wächter, Hermesvilla, Viena.

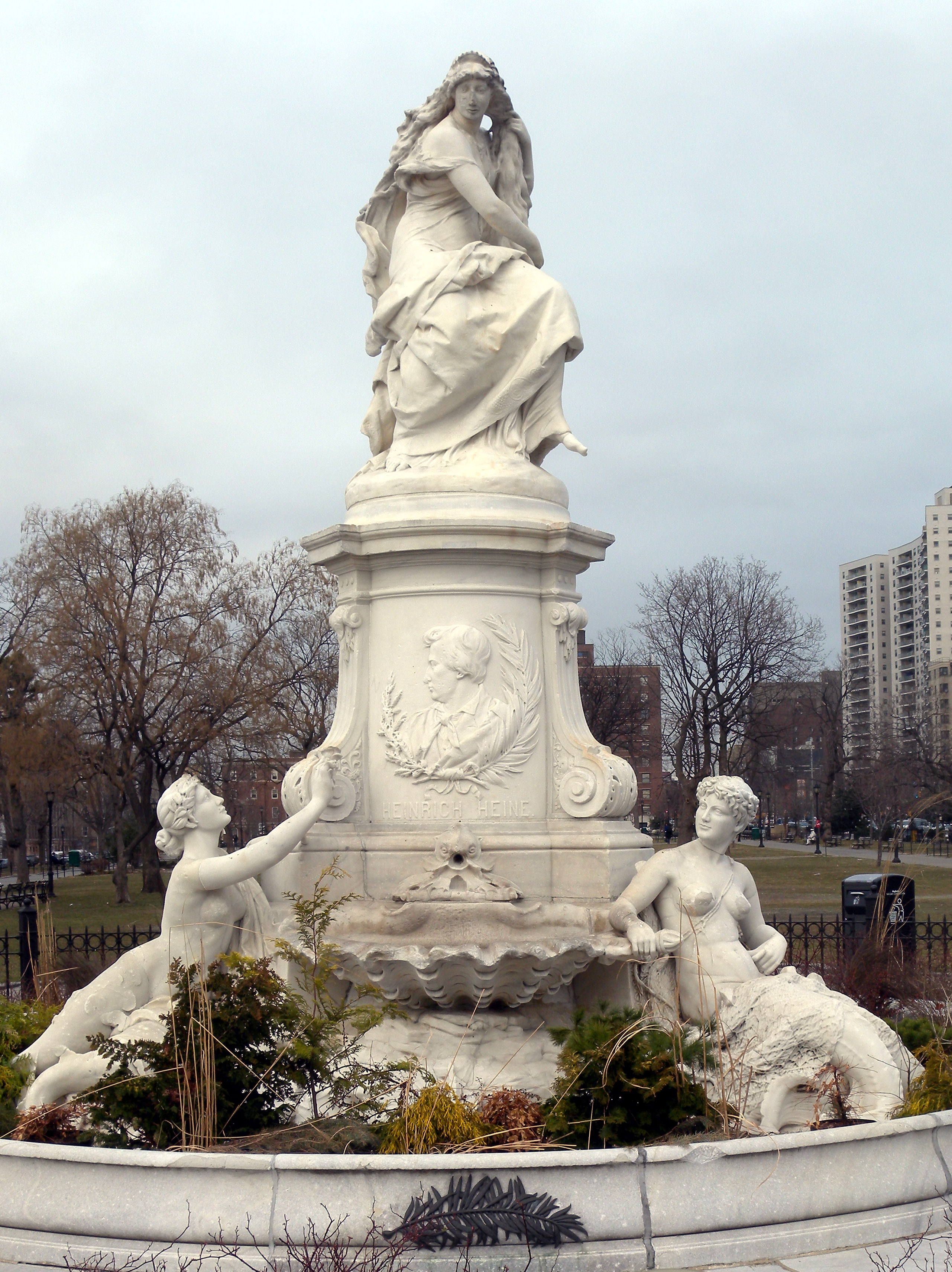
Fuente de Lorelei, Nueva York

Ernst Herter (Berlín,  14 de mayo de 1846-Berlín, 19 de diciembre de 1917) fue uno de los escultores alemanes más célebres de su época. Entre sus muchas obras conocidas, su estatua de Hermes para Isabel de Baviera ("Sisi"), motivaría el cambio del nombre original del palacio de Hermesvilla.

## Obras
- 1882-86: Hermes der Wächter, Hermesvilla, Viena
- 1884: Aquiles moribundo o la Muerte de Aquiles es su famosa escultura de Aquiles que forma la pieza central de los jardines de Achilleion, el palacio de Isabel de Baviera en Corfú.
- 1893: Fuente de Lorelei o el Heine Memorial,[3] El Bronx, Nueva York: También conocido como la Heinrich Heine Fountain, o el  es una dedicatoria al poema "Die Lorelei", de Heinrich Heine, cuya heroína es representada rodeada de sirenas y delfines. Encargada por Isabel de Austria como regalo para la ciudad de Düsseldorf, ciudad natal de Heine, en 1893 sus ciudadanos rechazaron la estatua por ser Heine judío y fue finalmente comprado por ciudadanos estadounidenses de origen alemán —entre ellos Oswald Ottendorfer, Joseph Pulitzer y William Steinway[4]— y transportado a EE. UU.,[1] donde también suscitó recelos, aunque de otro índole, sobre todo respecto a la desnudez de las figuras.[4]